# Tetraena boulosii
Tetraena boulosii är en pockenholtsväxtart som först beskrevs av Hosny, och fick sitt nu gällande namn av M.Hall. Tetraena boulosii ingår i släktet Tetraena och familjen pockenholtsväxter. Inga underarter finns listade i Catalogue of Life.